# كيليشي نواكالي
كيليشي نواكالي هو لاعب كرة قدم نيجيري يلعب في مركز الوسط في نادي هويسكا.